# Belgische Rolstoeldansfederatie
De Belgische Rolstoeldansfederatie, kortweg BeRF genoemd (in het Frans: Fédération Belge de Cyclo-danse), is een Belgische vereniging zonder winstoogmerk, opgericht op 12 december 2009 en gevestigd in Brecht. De vereniging heeft als doel de beoefening van het sportieve en recreatieve rolstoeldansen te omkaderen, te promoten en te bevorderen.
De Belgische Rolstoeldansfederatie is geassocieerd lid van de Belgische Danssportfederatie vzw en de International Dance Sport Federation en erkend door het Belgian Paralympic Committee (BPC). In België vindt jaarlijks een Belgisch kampioenschap plaats. Ook zijn er contacten met Nederland op het vlak van wedstrijden.

## Activiteiten
- Het organiseren en omkaderen van het sportief en competitief rolstoeldansen in België;
- Het bevorderen van het recreatief en sportief rolstoeldansen in het algemeen;
- Het inrichten van studiedagen, het opleiden van nieuwe instructeurs en het ondersteunen van nieuwe clubs